# Wüstenrot
Wüstenrot németországi település a Mainhardti-erdőben, körülbelül 6.600 lakossal, akiknek mintegy fele a településhez tartozó kisebb községekben él. Wüstenrot az alapítási helye és a névadója egy Európa több országában is közismert, 1921-ben alapított lakástakarékpénztárnak (Wüstenrot Bausparkasse).

## Földrajza

### Elhelyezkedése
Wüstenrot a Mainhardti-erdő területén található, a heilbronni kerület délkeleti részén. A település vízfolyásainak többsége a Rot, egy részük a Brettach patakot táplálja, mindkét vízfolyás a Kocher folyóba ömlik.
Wüstenrot szomszédos települései (nyugat felől indulva, az óramutató járása szerint): Beilstein, Löwenstein, Bretzfeld, Mainhardt, Großerlach, Spiegelberg és Oberstenfeld.
A község öt nagyobb (korábban független önkormányzatiságú) településből és számos kisebb lakott helyből áll. Az öt nagyobb település: Wüstenrot, Finsterrot, Maienfels, Neuhütten és Neulautern. A kisebb lakott helyek közé tartozik Weiler, Bernbach, Greuthof, Hasenhof, Schmellenhof, Spatzenhof, Stangenbach, Stollenhof, Weihenbronn, Chausseehaus, Hals, Horkenbrück, Lohmühle, Berg, Binsenhof, Dörfle, Weiler Berg, Busch, Kreuzle, Oberheimbach, Ochsenhof, Schweizerhof, Walklensweiler, Blindenmannshäusle, Happbühl, Bärenbronn, Kühhof, Lauxenhof, Plapphof, Altlautern, Buchenbach és Lautertal.
2006 végén a település hivatalos lélekszáma 4.971 fő volt, akik közül 2.952 lakott Wüstenrotban, 1.675 fő Neuhüttenben, 1.098 fő Maienfelsben, 605 Neulauternben és 467 Finsterrotban.

## Története
A római korban a mai település közelében húzódott a germániai limes, de maga a környék vélhetően nem volt lakott. A községre vonatkozó első említés 779-ből való, magának Wüstenrotnak a nevét 1325-ben említették először okiratban. A XI.-XII. században a környék a Löwenstein grófok birtokrészéhez tartozott, majd 1277 után a Hohenlohe család birtokolta. A XIV. században bukkan fel a település történetében a Maienfels család, amelyről a Brettach patak fölött magasodó, ma is látható vár a nevét vette. A XVI. századtól kezdtek üveget gyártani a környéken, az itt található nagy mennyiségű fa, mint fűtőanyag felhasználásával, erre ma is több helynév utal (pl. Neuhütten). A harmincéves háború egész Württemberg tartományt igen súlyosan érintette, ekkor Wüstenrot lakosságszáma is hozzávetőleg a korábbi felére csökkent.
1772/73 körül különös "ezüstláz" tört ki Wüstenrotban és környékén, miután egy természettudományos érdeklődésű, magas rangú egyházi személy, Friedrich Christoph Oetinger ércmintákat gyűjtött a község határában, melyekről egy önjelölt szász "bevizsgáló" szerencselovag elhitette vele, hogy magas ezüsttartalmúak, és rávette, hogy bányát nyisson ennek kitermelésére. A könnyen megszerezhető ezüst híre sokakat megtévesztett, köztük tisztek, katonák is voltak, sőt Friedrich Schiller költő apja, Johann Kaspar Schiller is a becsapottak között volt. A Riedel nevű csalót végül 1773 második felében letartóztatták, a Silberstollen nevű, két vágattal rendelkező bányát pedig – miután egyértelművé vált, hogy kevéske rézen kívül mást nem rejt itt a föld mélye – felhagyták, vágatait pedig nagyrészt betömték. Az egykori bánya 1986 óta védett természeti emlék.
Az 1973-as közigazgatási és önkormányzati reform eredményeként, 1974-ben több szomszédos település egyesülésével jött létre a mai Wüstenrot, ennek érdekessége, hogy az egyesülő öt község korábban három járáshoz tartozott: Neuhütten és Maienfels Öhringenhez, Wüstenrot és Neulautern Heilbronnhoz, Finsterrot pedig Schwäbisch Hallhoz. Az újonnan létrejött önkormányzat a heilbronni járás része lett, a községházát pedig a terület földrajzi középpontja közelében, Weihenbronn településrészen, a térségen áthaladó (Weinsberget Mainhardttal összekötő) 39-es számú főközlekedési út mentén építették fel. Az egyesített település névadásánál sok vita zajlott ugyan, főleg Neuhütten és Wüstenrot között, végül a Wüstenrot győzedelmeskedett, figyelembe véve a lakosságszám mellett azt is, hogy a Georg Kropp által 1921-ben itt alapított lakástakarékpénztár eddigre már meglehetősen jó csengést szerzett ennek a településnévnek.

### Vallások
Wüstenrot lakossága nagyrészt evangélikus, Finsterrot kivételével mindegyik nagyobb községrész önálló egyházközségnek számít és rendelkezik saját evangélikus templommal. Az Egyesült Metodista Egyháznak Wüstenrotban és Neuhüttenben van temploma. A helyi katolikusok Affaltrach egyházközséghez tartoznak, de Neuhüttenben templomuk is van. Jelen vannak még a településen kisebb egyházi közösségek is.

## Közélet

### Polgármester
- 1974–1990: Ernst Schlagenhauf
- 1990–2006: Roland Awe
- 2006–2014: Heinz Nägele
- 2014– : Timo Wolf

### Partnerközség
- Magyarország, Solymár. Wüstenrot 1989-ben lépett partnerkapcsolatba Solymárral, tekintetbe véve, hogy a második világháború után, 1946 április második felében közel 2000 solymári lakost telepítettek ki Németországba, és a kitelepítettek jelentős részét a heilbronni és a Schwäbisch Hall-i járásba, sokukat pedig konkrétan a mai Wüstenrotot alkotó, akkor még különálló településekre (legnagyobbrészt Neuhüttenbe) költöztették.

## Kultúra
Wüstenrot régi tanácsházának épületében található a település mai múzeuma, amelynek gerincét egy helytörténeti gyűjtemény adja, de kapcsolódik hozzá egy, az üveggyártás történetét bemutató gyűjtemény, valamint egy, a magyarországi partnerkapcsolat relikviáit bemutató kisebb kollekció is. Található a közelben egy másik múzeum is, amely a wüstenroti alapítású lakástakarékpénztár történelmét mutatja be. Wüstenrot központjának talán legjellegzetesebb épülete a Szent Kiliánról elnevezett evangélikus templom, amely mai formáját az 1732-ben végrehajtott bővítés eredményeként nyerte el, és Wüstenrot főterének közelében fekszik a település művelődési központja is. Igen népszerű látnivaló még a maienfelsi várkastély, amely ma is lakott, de a tulajdonosok (a XVII. század óta itt élő Gemminis bárói család jelenlegi tagjai) engedélyével, korlátozottan (vezetéssel), a várban található evangélikus templom pedig szabadon látogatható. Érdekesség, hogy a várban – egy bérelt helyiségben – helyezkedik el Wüstenrot házasságkötő terme is, amely ideális helyszín a romantika kedvelői számára.

## Ismert emberek, akik a településhez kötődnek
- Georg Kropp (1865–1943), a Wüstenrot Lakástakarékpénztár alapítója.
- Ernst Kretschmer (1888–1964), német pszichiáter